# ミルドレッド・D・テーラー
ミルドレッド・D・テーラー(Mildred DeLois Taylor、1943年9月13日 - ) は、アメリカ合衆国のヤングアダルト小説家である。 
若い読者向けの作品で、家族の強力なテーマと、ディープサウスでアフリカ系アメリカ人が直面する人種差別の激しいテーマを探求することで知られている。
小説Roll of Thunder, Hear My Cry（『とどろく雷よ、私の叫びをきけ』）で1977年にニューベリー賞、2003年にNSK Neustadt Prize for Children's Literatureを受賞した。 
2021年に児童文学遺産賞を受賞した。

## 主な著書
- Song of the Trees, 1975
- Roll of Thunder, Hear My Cry（『とどろく雷よ、私の叫びをきけ』）, 1976
- Let the Circle Be Unbroken, 1981
- The Gold Cadillac, 1987
- The Friendship, 1987
- Mississippi Bridge, 1990
- The Road To Memphis, 1992
- The Well: David's Story, 1995
- The Land, 2001
- All the Days Past, All the Days to Come, 2020

## 主な受賞歴
- 1977年 ニューベリー賞 Roll of Thunder, Hear My Cry（『とどろく雷よ、私の叫びをきけ』）
- 2003年 NSK Neustadt Prize for Children's Literature
- 2021年 児童文学遺産賞

## 日本語訳された作品
- 『とどろく雷よ、私の叫びをきけ』児童図書館・文学の部屋、小野和子訳、評論社（1981/11）